# Ћ
Ћ (onderkast: ћ) is een letter van het cyrillische alfabet die wordt gebruikt in het Servisch. De Ћ is een stemloze alveolo-palatale affricaat en wordt uitgesproken als /ʨ/.

## Weergave

### Unicode
De Ћ en ћ zijn in 1993 toegevoegd aan de Unicode 1.0 karakterset.
In Unicode vindt men Ћ onder het codepunt U+040B (hex) en ћ onder U+045B.

### HTML
In HTML kan men voor Ћ de code &TSHcy; gebruiken, en voor ћ &tshcy;.